# Жорж-Ежен Осман
Жорж Ежен Осман (фр. Georges Eugène Haussmann; Париз, 27. март 1809 — Париз, 11. јануар 1891), познат и под именом барон Осман, био је префект департмана Сена од 23. јуна 1853. до јануара 1870. Са тог места руководио је радовима на преуређењу Париза за време Другог царства састављајући обиман план реновирања.
Рођен у Паризу, 27. марта 1809, у кварту Божон, био је унук посланика и син војног интенданта Наполеона Бонапарте.
Био је најпре срески начелник Нерака, постао је затим префект департмана Вар 1849, а затим и Јона 1850. Виктор Персињи, министар унутрашњих послова, представио га је Наполеону III, након чега је постао префект департмана Сена 1853.

## Преуређење Париза
Средином XIX века Париз је имао готово исти изглед као у средњем веку. Наполеон III је желео престижну престоницу која би одговарала његовој моћи, што је новом префекту представљало полазну тачку за предузимање радњи.
Идеја водиља радова било је боље циркулисање ваздуха и људи, у складу са теоријама хигијениста, које су тада биле у пуном замаху, а које су уследиле за „добом просветитељства“ у XVIII веку и епидемијом колере 1832. Жеља за спречавањем евентуално нових народних побуна, по угледу на оне из 1830. и 1848, такође је била у игри. Ова кампања била је насловљена са „Париз се пролепшава, Париз расте, Париз постаје чистији“.
Осман је био опседнут правом линијом, што је у XVII веку било познато као „култ осовине“. Из тог разлога био је спреман да уклони структурисане површине као што је био Луксембуршки врт. Поједине „осовине“ просечене под Лујем XIV увећавају се и постају „Велики булевари“. Пробијају се авеније и булевари од трга Трон до трга Етоал, те од Источне станице до Опсерваторије. Такође, Осман је Јелисејским пољима дао њихов данашњи изглед.
Осман је уредио и одређен број паркова и вртова да би омогућио становништву да дише. То је случај са Луксембуршким вртом, парком Монсо, итд. Друге већ постојеће површине се трансформишу и прелазе из статуса зелених површина у висока места намењена шетњи.
Прописи су наметали веома стриктне норме у погледу висине и архитектонског стила здања. Све стамбене зграде су личиле једна на другу: била је то разумна естетика.
Да би истакао нове или старе споменике, Осман је прибегао широким перспективама у облику авенија или пространстава. Најизразитији пример је трг Етоал од кога полази дванаест авенија од којих је најпознатија — авенија Јелисејска поља.
Такође је, заједно са инжењером Белграном, створио систем водовода и модерну мрежу подземне канализације.
Ово преуређење је имало високу цену, пошто је Наполеон III одобрио зајам од 250 милиона франака 1865, и још један од 260 милиона франака 1869.
У глобалу гледано, процењује се да су радови барона Османа изменили Париз за 60%.

## Похвале и критике
Османова служба током радова на преуређењу Париза омогућила му је да се домогне функције сенатора 1857, члана Академије лепих уметности 1867, и ордена витеза Легије части 1862.
Његова титула барона била је оспоравана. Како објашњава у својим Мемоарима, почео је да користи то звање после избора у Сенат 1857, на основу декрета Наполеона I који је доделио ту титулу свим сенаторима. Одбио је, једном досетком, титулу војводе коју му је предложио Наполеон III (в. анегдоте) Ипак, процена да је Осман користио ову титулу, и то преко сваке мере, заснива се чињеници да његов деда са мајчине стране, Жорж Фредерик барон Данзел, није имао мушког потомка.
Његово дело није ништа мање оспоравано, због великих жртава које је проузроковало. Примењиване методе нису много узимале у обзир демократске принципе, а финансије су биле доста сумњиве.
Нови закони о експропријацији касније ће изазвати бројна оспоравања и довешће до банкротства многобројне ситне сопственике који су гледали како им уништавају добра. Истовремено, нови прописи изискивали су виши стандард градње. То је резултовало великим трговачким шпекулацијама са непокретностима које су de facto искључивале мање имућне класе париског друштва.
Један део становништва своје незадовољство испољава у исто време када опозиција преузима власт. Године 1867. посланик Ернест Пикар јавно позива на одговорност барона Османа. Бурне расправе које су потом уследиле у парламенту допринеће стриктнијој контроли над радовима, коју је Осман дотад вешто избегавао. Жил Фери исте године објављује брошуру под називом: „Османови фантастични износи“, као илузију на Хофманове фантастичне приповетке. У питању је игра речи на француском језику. Оптужују га, неправедно, за лично богаћење.
Нови кабинет Емила Оливјеа сменио је са положаја барона, који се једно време надао да ће ући у владу како би реализовао своје градитељске идеје на националном плану, 5. јануара 1870, неколико месеци пре пада са власти Наполеона III. Његов наследник је Леон Се, али Ежен Белгран, а пре свега Жан-Шарл Алфан, задржавају одлучујућу улогу и настављају Хаусманово дело.
Након што је неколико година живео повучено у једном месту надомак Бордоа, Осман се вратио у јавни живот поставши посланик Корзике од 1877. до 1881. Остаје бонапартист, упркос поновном успостављању Републике. Последње године живота посветио је раду на својим Мемоарима (1890 — 1891), документу од значаја за историју урбанизма у Паризу.
Барон Осман је преминуо 11. јануара 1891. Сахрањен је на гробљу Пер Лашез У Паризу.

## Занимљивости
- Осман је био висок 1,90 m.
- Ернест Ренан наводи да је због Османа нестало читаво једно острво у Бретањи, Велико острво, и то зато што му је био потребан камен за његове радове. Писац помало претерује, јер острво и данас постоји, али се на њему могу видети огромни каменоломи који датирају из времена тих радова.
- Госпођи Осман приписује се следећа наивна или цинична изјава: „Мој супруг и ја немамо среће. Тек што се негде скућимо, одмах нам експропришу имовину!“
- Осман у својим Мемоарима наводи да му је Наполеон III нудио да један део Севастопољског булевара, који се пружао левом обалом, понесе његово име (данашњи булевар Сен Мишел). Префект је то одбио правећи се да је скроман. У стварности се надао, што је најзад и остварио, да ће његово име припасти једном другом булевару у коме је рођен (у кући која је у међувремену срушена): то је данашњи Османов булевар.
- Како би показао да није много везан за званичне титуле, у својим Мемоарима он преноси следећи дијалог, у коме му саговорник сугерише да би могао бити титулисан као војвода од Дија, због Османових радова захваљујући којима је вода те реке почела да снабдева Париз. Хаусман приговара:
„Од Дија? Али, војвода (фр. duc), то не би било довољно.
— Добро, а шта бисте желели да будете?... Принц?
— Не; требало би ме начинити aqueduc-ом (фр. аквадукт), а та титула не постоји у племићкој номенклатури.“